# Associazione di AB Doradus
L'Associazione di AB Doradus è un'associazione stellare formata da una trentina di stelle che possiedono lo stesso moto proprio, muovendosi così assieme nello spazio intragalattico; prende il nome da una delle sue stelle più importanti, la variabile AB Doradus. Queste componenti possiedono un'età e metallicità simile e un'origine comune.
Questo gruppo dista circa 20 parsec (circa 65 anni luce) dal nostro sistema solare ed è pertanto il gruppo cinematico più vicino a noi fra tutti quelli conosciuti; si stima che la sua età sia compresa fra i 50 e i 119 milioni di anni. Le sue componenti sono quasi esclusivamente di piccola massa e, a causa della loro vicinanza a noi, appaiono sparpagliate in un'area di cielo vastissima, che va dalle costellazioni dell'Idra, della Poppa e del Dorado fino a quelle di Perseo e Andromeda. La velocità spaziale media di questo gruppo ha componenti U = −8, V = −27 e W = −14 km/s; circa 10 delle sue stelle formano un gruppo più denso su un'estensione spaziale di 10 parsec. Secondo uno studio del 2011, quest'associazione comprende 53 membri, 46 dei quali individuati dal Telescopio Spaziale Spitzer.
Nel 2012 un gruppo di astronomi ha annunciato la scoperta di CFBDSIR 2149-0403, un pianeta interstellare, con una massa stimata compresa tra 4 e 7 volte la massa di Giove, che si ipotizza far parte di questa associazione stellare.
La sua grande vicinanza a noi rende quest'associazione stellare perfetta per gli studi sulle proprietà stellari condivise, così come il rilevamento delle stelle membri tramite le immagini dirette; questi studi possono a loro volta essere sfruttati ad esempio per definire al dettaglio i modelli sulle giovani stelle.